# سكوت يونغ (صحفي)
سكوت يونغ هو كاتب سير ذاتية وصحفي كندي، ولد في 14 أبريل 1918 في Cypress River, Manitoba ‏ في كندا، وتوفي في 12 يونيو 2005 في كينغستون في كندا.